# 博徒ざむらい
『博徒ざむらい』（ばくとざむらい）は、1964年11月14日に大映が配給した、市川雷蔵主演、森一生監督による時代劇映画である
。

## 配役
- 市川雷蔵 : 祐天仙之助
- 本郷功次郎 : 獅子山の佐太郎
- 坪内ミキ子 : おせい
- 伊藤孝雄 : 大村達尾
- 植村謙二郎 : 宇津美大次郎
- 富田仲次郎 : 武居の安五郎
- 北城寿太郎 : 芹沢鴨
- 紺野ユカ : お辰
- 水原浩一 : 新地の七兵衛
- 伊達三郎 : 殿様の伝蔵
- 木村玄 : 伊牟田尚平
- 沖時男 : 丑松
- 杉山昌三九 : 桑原来助
- 中村豊 : 石坂周造
- 越川一 : 壷ふり勘蔵
- 堀北幸夫 : 井出の久四郎
- 南条新太郎 : 樋渡八兵衛
- 尾上栄五郎 : 佐伯紋三郎
- ピーター・ウィリアムス : バーネット
- 東良之助 : 農民
- 天野一郎 : 農民
- 石原須磨男 : 絹買商人
- 玉置一恵 : 黒駒勝蔵
- 浜田雄史 : 別手組侍
- 舟木洋一 : 別手組侍
- 荒木美重子 : おきく
- 原聖四郎 : 近藤勇
- 岩田正 : 牢屋同心
- 志賀明 : 身延の半五郎
- 香川良介 : 津向の文吉
- 清水将夫 : 甲州屋助蔵
- 芦田伸介 : 清河八郎

## スタッフ
- 監督 : 森一生
- 企画 :  宮古とく子、仲野和正
- 原作 : 久保栄 : 「銃殺」
- 撮影 : 今井ひろし
- 美術 : 太田誠一
- 音楽 : 塚原晢夫
- 編集 : 谷口登司夫
- 脚本 : 高岩肇、武田敦

## 併映作品
- 『検事霧島三郎』: 田中重雄監督作品